# Rattus koopmani
Rattus koopmani es una especie de roedor de la familia Muridae.

## Distribución geográfica
Se encuentra solo en Indonesia, en la isla Peleng.